# Liste der größten Hubbrücken

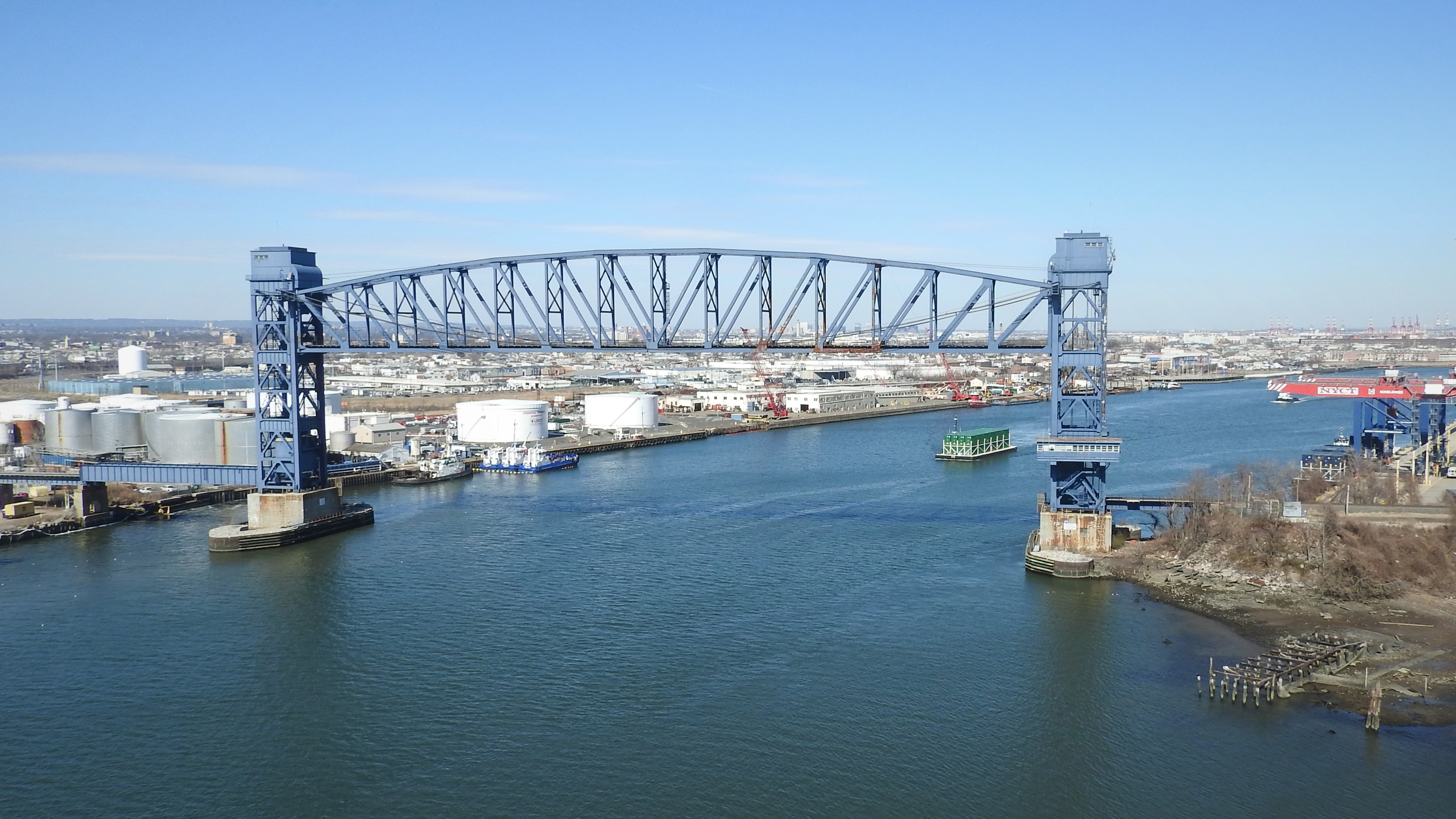
Die größte Hubbrücke der Welt ist mit einem beweglichen Brückenträger von 170 m Länge die Arthur Kill Vertical Lift Bridge von 1959 im New Yorker Hafen.

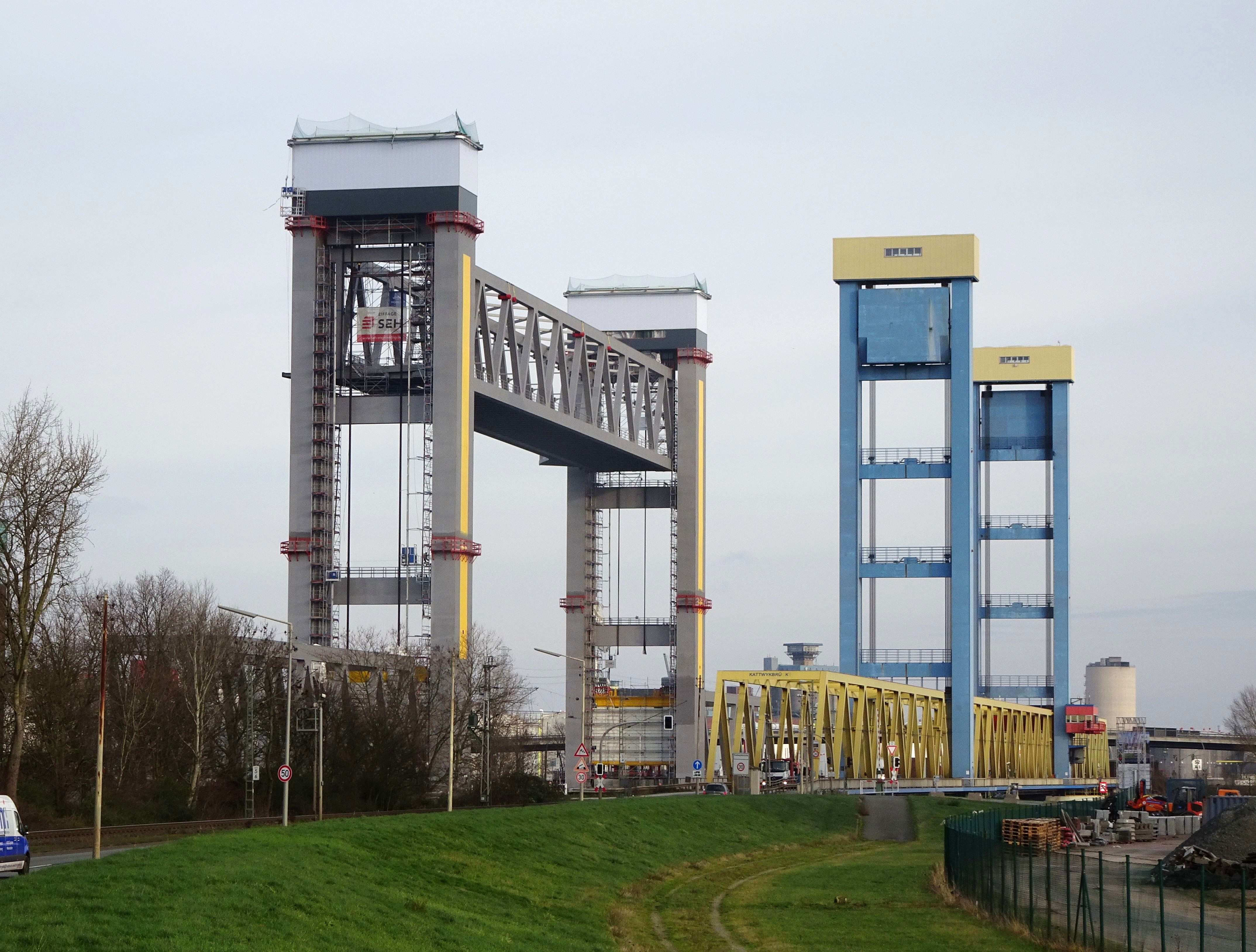
Die größten Hubbrücken in Deutschland sind die Kattwykbrücken in Hamburg (links 2020, rechts 1973), sie haben mit 46 m die drittgrößte Hubhöhe der Welt.

Die Liste der größten Hubbrücken gibt einen Überblick über die weltweit größten Hubbrücken. Sie sind oder waren meist Bestandteil von Brückenbauwerken mit weiteren festen Brückenfeldern. Die Aufnahme in die Liste sowie deren Vorsortierung erfolgt nach der Länge der beweglichen Träger und nicht nach der Gesamtlänge der Brückenbauwerke. Eine Sortierung nach der Hubhöhe oder der lichten Höhe für den Schiffsverkehr ist auch möglich. Nicht mehr vorhandene oder ersetzte Hubbrücken sind ebenfalls gelistet, die Tabellenzeilen sind dann grau hinterlegt (auch bei Stilllegung oder Austausch der Hubbrücke in einem weiterhin vorhandenen Bauwerk).

## Entwicklung großer Hubbrücken ab Anfang des 20. Jahrhunderts
Die ersten kleineren Hubbrücken wurden in Europa und in den USA in der zweiten Hälfte des 19. Jahrhunderts errichtet. Die damals gängige Drehbrücke war für schmale Kanäle ungeeignet, da ihre meist zentralen Pfeiler eine Einschränkung für den Schiffsverkehr darstellten. Zudem benötigten die Binnenschiffe nur geringe Durchfahrtshöhen und die Hubbrücken dadurch nur Hubhöhen von einigen Metern.
Die ersten großen Hubbrücken gehen auf die Arbeiten von John Alexander Low Waddell (1854–1938) zurück, der in den 1890er Jahren eine Bauform entwickelte, bei welcher der bewegliche Brückenträger mittels Gegengewichten horizontal soweit gehoben werden konnte, dass auch die Passage von großen Segelschiffen mit ihren hohen Masten möglich war. Charakteristisches Merkmal des bis heute verwendeten Designs waren seitliche Fachwerktürme mit oben angebrachten Umlenkrollen, über die ein Seilzugsystem die gegenläufige Bewegung von Brückenträger und Gewichten ermöglicht. Seine erste Hubbrücke realisierte er 1894 mit der South Halsted Street Lift-Bridge in Chicago, aber erst ab 1910 konnte sich diese Bauform zunehmend durchsetzen. Bis zum Ende der 1930er Jahre konstruierte er zusammen mit John Lyle Harrington (1868–1942) und Shortridge Hardesty (1884–1956) über 50 Hubbrücken in den USA und Kanada. Die letzte und größte, an der Waddell beteiligt war, wurde 1937 in New York City mit der Marine Parkway–Gil Hodges Memorial Bridge realisiert, mit einem beweglichen Brückenträger von 165 Metern. Die längste Hubbrücke der Welt ist nur fünf Meter länger und wurde Ende der 1950er Jahre mit der Arthur Kill Vertical Lift Bridge zwischen New York und New Jersey errichtet.
Da die Hubbrücken den passierenden Schiffen angepasst sind, stehen die Brücken mit den höchsten Hubhöhen vorwiegend im Küstenbereich über Flussmündungen, Häfen oder Kanälen. Die größte Hubhöhe von knapp 51 Metern wurde 2012 in den USA mit der Chelsea Street Bridge realisiert, gefolgt von dem 2008 errichteten Pont Gustave Flaubert in Frankreich mit 48 Metern und den Kattwykbrücken in Hamburg aus den Jahren 1973 und 2020, mit jeweils 46 Metern (Angaben i. d. R. bei mittlerem Hochwasser). Große Hubbrücken über breite Flussläufe im Landesinneren erreichen meist nur Hubhöhen von bis zu 20 Metern, wie Waddells ASB Bridge von 1911 über den Missouri River mit 15 Metern.

## Kriterien
Die Länge des beweglichen Brückenträgers muss gerundet mindestens 100,0 Meter betragen, wobei hier i. d. R. die Spannweite des Trägers (Abstand zwischen zwei Auflagern im geschlossenen Zustand) zugrunde gelegt wird. Die tatsächliche Länge kann mit allen Anbauteilen für die Befestigung am Hubmechanismus länger sein und zudem ist die Spannweite vom Pfeilerachsabstand (meist größer) und der lichten Weite für den Schiffsverkehr (meist kleiner) zu unterscheiden.

## Liste der Hubbrücken
Die Liste erhebt nicht den Anspruch auf Vollständigkeit, da nicht ausgeschlossen werden kann, dass weitere Brücken entsprechend der Kriterien existieren oder existierten; eine fortlaufende Vervollständigung ist angestrebt. Aufnahme fanden nur Brücken, deren Angaben durch wissenschaftliche Publikationen, HAER-Dokumentationen oder vertrauenswürdige Internetquellen referenzierbar sind, fehlende Werte sind durch dein Fragezeichen (?) markiert.
- Name: Name der Brücke entsprechend dem Lemma in der deutschsprachigen Wikipedia.
- überbrückt: Name des von der Brücke überspannten Gewässers (Fluss, Hafenbecken oder Bucht).
- Hubbrücke(n):
  - Länge: Länge der Hubbrücke, wobei sich die Angabe auf die Spannweite des hebbaren Brückenträgers bezieht.
  - Hubhöhe: Unterschied zwischen geöffnetem und geschlossenem Zustand.
  - Lichte Höhe: Lichtes Maß zwischen Wasseroberfläche und Unterseite des beweglichen Brückenträgers im geöffneten Zustand, i. d. R. bei mittlerem Hochwasser.
  - Ausführung: Konstruktionsform des Tragwerks der Hubbrücke.
- Gesamtlänge: Gesamtlänge der Brücke zwischen den Widerlagern. Wenn die genaue Länge in den Quellen nicht angegeben ist, wird diese als ungefähre Angabe mit ca. markiert (tlw. mit der Entfernungsmessung bei Google Maps ermittelt).
- Fertigstellung: Jahr der Fertigstellung der Hubbrücke. Planungs- und Baubeginn können mehrere Jahre davor liegen. Das Jahr von Vorgängerbauten ist in Klammern darüber und bei Abriss oder Entfernung der Hubbrücke ist das entsprechende Jahr zusätzlich in Klammern darunter angegeben (die Sortierung erfolgt hier nach dem Jahr der Fertigstellung der Hubbrücke).
- Nutzung: (Ursprüngliche) Nutzung als Eisenbahnbrücke oder Straßenbrücke (tlw. als Kombination der Verkehrswege).
- Gleise / Fahrstreifen: Anzahl der Gleise und Fahrstreifen, bei einer ehemaligen Eisenbahn- oder Straßennutzung sind die Anzahl der Gleis/Fahrstreifen in Klammern angegeben.
- Ort: Nächstgelegene Stadt oder die Region in der die Brücke errichtet wurde, mit Bundesstaat bzw. Bundesland.
- Koordinaten: Koordinaten der Brücke.
- Land: Das entsprechende Land in ISO-3166-ALPHA-3-Code.

Tabellenzeilen von nicht mehr vorhandenen, ersetzten oder stillgelegten Hubbrücken (auch in weiterhin vorhandenen Bauwerken) sind in einem dunkleren Grau hinterlegt. Die Angaben zu Brücken, die noch keinen Artikel in der deutschsprachigen Wikipedia haben, sind durch die unter Name angeführten Einzelnachweise referenziert. Zudem sind fehlende Angaben in vorhandenen Hauptartikeln hier ebenfalls referenziert.
| Foto | Name                                                              | überbrückt                      | Hubbrücke  | Hubbrücke    | Hubbrücke        | Hubbrücke      | Gesamtlänge in m | Fertig- stellung         | Nutzung               | Gleise / Fahrstreifen | Ort                            | Koordinaten                       | Land |
| Foto | Name                                                              | überbrückt                      | Länge in m | Hubhöhe in m | Lichte Höhe in m | Ausführung     | Gesamtlänge in m | Fertig- stellung         | Nutzung               | Gleise / Fahrstreifen | Ort                            | Koordinaten                       | Land |
| ---- | ----------------------------------------------------------------- | ------------------------------- | ---------- | ------------ | ---------------- | -------------- | ---------------- | ------------------------ | --------------------- | --------------------- | ------------------------------ | --------------------------------- | ---- |
|      | Arthur Kill Vertical Lift Bridge                                  | Arthur Kill                     | 170,1      | 31,7         | 41,1             | Fachwerk       | ca. 263          | (1890) 1959              | Eisenbahn             | 1 / –                 | New York City, New York        | 40.637527777778 -74.1955          | USA  |
|      | Chesapeake and Delaware Canal Lift Bridge                         | Chesapeake and Delaware Canal   | 167,0      | 28,3         | 42,1             | Fachwerk       | ca. 295          | 1966                     | Eisenbahn             | 1 / –                 | New Castle County, Delaware    | 39.543333333333 -75.703111111111  | USA  |
|      | Cape Cod Canal Railroad Bridge                                    | Cape Cod Canal                  | 165,8      | 40,3         | 41,7             | Fachwerk       | 0246             | (1910) 1935              | Eisenbahn             | 1 / –                 | Bourne, Massachusetts          | 41.741944444444 -70.613611111111  | USA  |
|      | Delair Bridge                                                     | Delaware River                  | 165,2      | 25,9         | 41,1             | Fachwerk       | 1340             | (1896) 1960              | Eisenbahn             | 2 / –                 | Philadelphia, Pennsylvania     | 39.98235 -75.0691                 | USA  |
|      | Marine Parkway–Gil Hodges Memorial Bridge                         | Jamaica Bay                     | 164,6      | 30,5         | 45,7             | Fachwerk       | 1226             | 1937                     | Straße                | – / 4                 | New York City, New York        | 40.573444444444 -73.884944444444  | USA  |
|      | Burlington–Bristol Bridge                                         | Delaware River                  | 164,6      | 23,5         | 42,1             | Fachwerk       | 0958             | 1931                     | Straße                | – / 2                 | Burlington, New Jersey         | 40.081388888889 -74.869583333333  | USA  |
|      | Burlington Northern Railroad Bridge 5.1                           | Willamette River                | 158,2      | 44,5         | 61,0             | Fachwerk       | 0537             | (1908) 1989              | Eisenbahn             | 2 / –                 | Portland, Oregon               | 45.577305555556 -122.74677777778  | USA  |
|      | Second Narrows Bridge                                             | Burrard Inlet                   | 152,4      | 35,2         | 46,0             | Fachwerk       | 0663             | (1925) 1968              | Eisenbahn             | 1 / –                 | Vancouver, British Columbia    | 49.295833333333 -123.02527777778  | CAN  |
|      | Chelsea Street Bridge                                             | Chelsea Creek                   | 137,1      | 50,5         | 53,3             | Fachwerk       | 0146             | (1834–1936) 2012         | Straße                | – / 4                 | Chelsea, Massachusetts         | 42.386305555556 -71.022694444444  | USA  |
|      | Kattwykbrücke (2020)                                              | Süderelbe                       | 130,8      | 45,7         | 53,0             | Fachwerk       | 0287             | 2020                     | Eisenbahn             | 2 / –                 | Hamburg-Moorburg, Hamburg      | 53.494888888889 9.9515            | DEU  |
|      | ASB Bridge                                                        | Missouri River                  | 130,5      | 15,0         | 19,8             | Vollwandträger | 0391             | 1911                     | Eisenbahn             | 1 /(4)                | Kansas City, Missouri          | 39.116527777778 -94.57975         | USA  |
|      | Harry S. Truman Bridge                                            | Missouri River                  | 128,0      | 11,0         | 21,6             | Fachwerk       | 0800             | 1945                     | Eisenbahn             | 1 / –                 | Kansas City, Missouri          | 39.144722222222 -94.484722222222  | USA  |
|      | Roosevelt Island Bridge                                           | East River                      | 127,4      | 18,3         | 30,5             | Fachwerk       | 0877             | 1955                     | Straße                | – / 2                 | New York City, New York        | 40.763333333333 -73.945555555556  | USA  |
|      | James River Bridge                                                | James River                     | 126,5      | 25,9         | 44,2             | Fachwerk       | 7071             | (1928) 1982              | Straße                | – / 4                 | Newport News, Virginia         | 36.991 -76.483611111111           | USA  |
|      | Cape Fear Memorial Bridge                                         | Cape Fear River                 | 124,4      | 21,3         | 41,1             | Fachwerk       | 0925             | 1969                     | Straße                | – / 4                 | Wilmington, North Carolina     | 34.228 -77.952111111111           | USA  |
|      | MKT Railroad Bridge (zur Fußgängerbrücke umgebaut) 4              | Missouri River                  | 124,4      | 09,1         | 23,0             | Fachwerk       | 0492             | (1874, 1896) 1932 (2016) | Eisenbahn (Fußgänger) | (1)/ –                | Boonville, Missouri            | 38.979166666667 -92.754444444444  | USA  |
|      | Old Railroad Bridge (Hubbrücke für Wabash Bridge weiterverwendet) | Tennessee River                 | 123,7      | 12,3         | 18,9             | Fachwerk       | 0483             | (1840–1893) 1962 (1990)  | Eisenbahn             | 1 /(1)                | Florence, Alabama              | 34.781777777778 -87.668361111111  | USA  |
|      | Wabash Bridge (Hannibal)                                          | Mississippi River               | 123,7      | 12,3         | 18,7             | Fachwerk       | 0483             | (1871) 1993              | Eisenbahn             | 1 / –                 | Hannibal, Missouri             | 39.724305555556 -91.362194444444  | USA  |
|      | Decatur Railroad Bridge                                           | Tennessee River                 | 121,9      | 14,5         | 17,7             | Fachwerk       | 0366             | (1885) 1979              | Eisenbahn             | 1 / –                 | Decatur, Alabama               | 34.618055555556 -86.980805555556  | USA  |
|      | Pont Gustave Flaubert                                             | Seine                           | 120,0      | 48,0         | 55,0             | Hohlkasten     | 0670             | 2008                     | Straße                | – / 4                 | Rouen, Normandie               | 49.443611111111 1.0641666666667   | FRA  |
|      | BNSF Snake River Bridge                                           | Snake River                     | ca. 119    | 14,0         | 18,3             | Fachwerk       | 0480             | (1884, 1954) 1971        | Eisenbahn             | 1 / –                 | Pasco, Washington              | 46.207111111111 -119.03038888889  | USA  |
|      | UP Columbia River Bridge                                          | Columbia River                  | ca. 119    | 18,6         | 21,9             | Fachwerk       | 0680             | (1912, 1924) 1977        | Eisenbahn             | 1 / –                 | Burbank, Washington            | 46.178833333333 -119.01711111111  | USA  |
|      | Aerial Lift Bridge                                                | Duluth Ship Canal               | 117,6      | 35,1         | 41,1             | Fachwerk       | 0153             | (1905) 1930              | Straße                | – / 2                 | Duluth, Minnesota              | 46.779027777778 -92.09275         | USA  |
|      | Pont Jacques Chaban-Delmas                                        | Garonne                         | 117,4      | 40,0         | 53,0             | Hohlkasten     | 0433             | 2013                     | Straße                | – / 4                 | Bordeaux, Nouvelle-Aquitaine   | 44.858277777778 -0.55180555555556 | FRA  |
|      | Elizabeth River Lift Bridge                                       | Southern Branch Elizabeth River | 116,7      | 41,5         | 43,3             | Fachwerk       | 0351             | (?) 1958                 | Eisenbahn             | 1 / –                 | Portsmouth, Virginia           | 36.811611111111 -76.290472222222  | USA  |
|      | Galveston Causeway                                                | Galveston Bay                   | 116,4      | 19,8         | 22,3             | Fachwerk       | 2417             | (1911, 1988) 2013        | Eisenbahn             | 1 3/(2)               | Galveston, Texas               | 29.297361111111 -94.88625         | USA  |
|      | Burlington Canal Lift Bridge                                      | Burlington Canal                | 116,0      | 31,5         | 36,5             | Fachwerk       | 0116             | (1826–1931) 1962         | Straße                | – / 4                 | Hamilton, Ontario              | 43.299111111111 -79.795305555556  | CAN  |
|      | Sault Ste. Marie International Railroad Bridge                    | Saint Marys River               | 112,5      | 29,0         | 32,9             | Fachwerk       | 1701             | (1877–1913) 1959         | Eisenbahn             | 1 / –                 | Sault Ste. Marie, Michigan     | 46.50575 -84.362611111111         | USA  |
|      | Berwick Bay Bridge                                                | Atchafalaya River               | 111,6      | 20,3         | 22,3             | Fachwerk       | ca. 545          | (1908) 1969              | Eisenbahn             | 1 / –                 | Morgan City, Louisiana         | 29.692388888889 -91.212722222222  | USA  |
|      | Main Street Bridge (Jacksonville)                                 | St. Johns River                 | 111,3      | 30,5         | 41,1             | Fachwerk       | 0512             | 1941                     | Straße                | – / 4                 | Jacksonville, Florida          | 30.322805555556 -81.658611111111  | USA  |
|      | Benjamin Harrison Memorial Bridge                                 | James River                     | 110,9      | 29,0         | 44,2             | Fachwerk       | 1360             | 1967                     | Straße                | – / 2                 | Hopewell, Virginia             | 37.318555555556 -77.223777777778  | USA  |
|      | Claiborne Avenue Bridge                                           | Industrial Canal                | 109,7      | 35,4         | 47,5             | Fachwerk       | 0468             | 1957                     | Straße                | – / 4                 | New Orleans, Louisiana         | 29.969111111111 -90.025722222222  | USA  |
|      | Junction Bridge (zur Fußgängerbrücke umgebaut) 4                  | Arkansas River                  | 109,7      | 08,3         | 18,8             | Fachwerk       | 0457             | (1884) 1971 (2008)       | Eisenbahn (Fußgänger) | (1)/ –                | Little Rock, Arkansas          | 34.750833333333 -92.266388888889  | USA  |
|      | Rob Roy Bridge                                                    | Arkansas River                  | 109,7      | 10,6         | 16,0             | Fachwerk       | ca. 550          | (1883, 1910) 1970        | Eisenbahn             | 1 / –                 | Pine Bluff, Arkansas           | 34.267 -91.912638888889           | USA  |
|      | Podporoschje-Brücke (Подпорожский мост)                           | Swir                            | 109,2      | ?            | ?                | Fachwerk       | 0140             | (1914, 1946) 2016        | Eisenbahn             | 1 / –                 | Podporoschje, Oblast Leningrad | 60.926305555556 34.106861111111   | RUS  |
|      | CSX Mobile River Lift Bridge                                      | Mobile River                    | 108,8      | 15,5         | 17,2             | Fachwerk       | ca. 565          | (1927) 2013              | Eisenbahn             | 1 / –                 | Hurricane, Alabama             | 30.837166666667 -87.944833333333  | USA  |
|      | Burlington Rail Bridge                                            | Mississippi River               | 108,5      | 07,5         | 13,4             | Fachwerk       | 0654             | (1867, 1893) 2010        | Eisenbahn             | 2 / –                 | Burlington, Iowa               | 40.798611111111 -91.091944444444  | USA  |
|      | Frisco Arkansas River Bridge                                      | Arkansas River                  | 108,3      | 07,9         | 16,1             | Fachwerk       | ca. 600          | (1886–1943) 1970         | Eisenbahn             | 1 / –                 | Fort Smith, Arkansas           | 35.432888888889 -94.364638888889  | USA  |
|      | Clinton Presidential Park Bridge (zur Fußgängerbrücke umgebaut) 4 | Arkansas River                  | 106,7      | 07,9         | 18,7             | Fachwerk       | 0492             | (1899) 1971 (2011)       | Eisenbahn (Fußgänger) | (1)/ –                | Little Rock, Arkansas          | 34.749694444444 -92.258722222222  | USA  |
|      | Kattwykbrücke (1973)                                              | Süderelbe                       | 106,1      | 45,7         | 53,0             | Fachwerk       | 0316             | 1973                     | Straße                | (1)/ 2                | Hamburg-Moorburg, Hamburg      | 53.494305555556 9.9517777777778   | DEU  |
|      | EJE Illinois River Bridge                                         | Illinois River                  | 106,1      | 09,1         | 18,6             | Fachwerk       | 244              | (1895, 1930er) 2011      | Eisenbahn             | 1 / –                 | Morris, Illinois               | 41.395388888889 -88.297333333333  | USA  |
|      | Tule Lake Lift Bridge (Brücke abgerissen)                         | Corpus Christi Ship Channel     | 104,9      | 39,3         | 42,1             | Fachwerk       | 0160             | 1959 (2008)              | Eisenbahn, Straße     | 1 / 2                 | Corpus Christi, Texas          | 27.818055555556 -97.453055555556  | USA  |
|      | Menands Bridge (Hubmechanismus entfernt)                          | Hudson River                    | 103,9      | 23,4         | 42,5             | Fachwerk       | 0461             | 1933 (1966)              | Straße                | – / 4                 | Troy, New York                 | 42.701111111111 -73.702222222222  | USA  |
|      | Dunn Memorial Bridge (Brücke ersetzt)                             | Hudson River                    | 103,9      | 30,3         | 42,5             | Fachwerk       | 0461             | (1882) 1933 (1969)       | Straße                | – / 4                 | Albany, New York               | 42.642388888889 -73.748111111111  | USA  |
|      | Harlem River Lift Bridge                                          | Harlem River                    | 103,6      | 33,5         | 41,1             | Fachwerk       | N/A 1            | (1841–1897) 1956         | Eisenbahn             | 4 / –                 | New York City, New York        | 40.811138888889 -73.933330555556  | USA  |
|      | Baring Cross Bridge                                               | Arkansas River                  | 103,6      | 09,8         | 19,1             | Fachwerk       | 0335             | (1873, 1929) 1971        | Eisenbahn             | 2 / –                 | Little Rock, Arkansas          | 34.754416666667 -92.281833333333  | USA  |
|      | Tombigbee River Bridge                                            | Tombigbee River                 | 102,2      | 08,8         | 22,3             | Fachwerk       | 0244             | (1888) 1950              | Eisenbahn             | 1 / –                 | Jackson, Alabama               | 31.494333333333 -87.90725         | USA  |
|      | Lincoln Highway Passaic River Bridge                              | Passaic River                   | 101,3      | 29,0         | 41,1             | Fachwerk       | 0611             | 1941                     | Straße                | – / 4                 | Newark, New Jersey             | 40.732388888889 -74.118           | USA  |
|      | PATH Lift Bridge                                                  | Hackensack River                | 100,9      | 29,0         | 41,1             | Fachwerk       | 0899             | (1894) 1930              | Eisenbahn             | 2 / –                 | Hudson County, New Jersey      | 40.740111111111 -74.083055555556  | USA  |
|      | Benicia–Martinez Bridge                                           | Carquinez-Straße                | 100,0      | 19,8         | 41,1             | Fachwerk       | 1708             | 1930                     | Eisenbahn             | 2 / –                 | Benicia, Kalifornien           | 38.038805555556 -122.12061111111  | USA  |
|      | BNSF Illinois River Bridge                                        | Illinois River                  | 100,0      | 14,6         | 014,4 2          | Fachwerk       | 490              | (1889–1929) 1974         | Eisenbahn             | 1 / –                 | Beardstown, Illinois           | 40.022944444444 -90.433444444444  | USA  |
|      | Spijkenisserbrug                                                  | Oude Maas                       | ca. 100    | 32,8         | 45,0             | Fachwerk       | ca. 410          | (1903) 1978              | Straße                | 3                     | Spijkenisse, Zuid-Holland      | 51.859722222222 4.3408333333333   | NLD  |

## Spezielle Ausführungen für mehrere Gleise, Fahrstreifen oder breite Fahrwasser
Zur Verwirklichung von Brücken mit einer hohen Anzahl von Gleisen oder Fahrstreifen sowie über Binnenwasserstraßen mit breiten Fahrwassern wurden Hubbrücken mit bis zu vier beweglichen Brückenträgern gebaut. Da der nötige hohe technischen Aufwand sich auch bei einzelnen Längen der Träger von kleiner 100 Meter in der Gesamtgröße der Konstruktionen widerspiegelt, handelt es sich hierbei meist um besonders große Bauwerke. Die folgenden Tabellen geben ein Überblick über die weltweit größten mehrfachen Hubbrücken (die als zusammenhängende Bauwerke gelten) und über die größten Doppelstockbrücken mit integrierten Hubbrücken, die jeweils bewegliche Brückenträger von mindestens 50,0 Meter besitzen. Zusätzlich zu den oben beschriebenen Tabellenspalten ist die Anordnung der beweglichen Träger (Draufsicht) und die Ebeneneinteilung bei Doppelstockbrücken (Seitenansicht) angegeben. Wie oben gilt, dass die Listen nicht den Anspruch auf Vollständigkeit erheben, da nicht ausgeschlossen werden kann, dass weitere Brücken entsprechend der Kriterien existieren oder existierten. Da die oben aufgeführte Harlem River Lift Bridge, Spijkenisserbrug und ASB Bridge zu den jeweiligen Ausführungen gehören, sind diese unten nochmals aufgeführt.

### Mehrfache Hubbrücken
| Foto | Name                                      | überbrückt          | Hubbrücke(n)            | Hubbrücke(n) | Hubbrücke(n)     | Hubbrücke(n) | Hubbrücke(n) | Gesamtlänge in m | Fertig- stellung         | Nutzung           | Gleise / Fahrstreifen | Ort                       | Koordinaten                      | Land |
| Foto | Name                                      | überbrückt          | Länge in m              | Hubhöhe in m | Lichte Höhe in m | Ausführung   | Anordnung    | Gesamtlänge in m | Fertig- stellung         | Nutzung           | Gleise / Fahrstreifen | Ort                       | Koordinaten                      | Land |
| ---- | ----------------------------------------- | ------------------- | ----------------------- | ------------ | ---------------- | ------------ | ------------ | ---------------- | ------------------------ | ----------------- | --------------------- | ------------------------- | -------------------------------- | ---- |
|      | Harlem River Lift Bridge                  | Harlem River        | 103,6                   | 33,5         | 41,1             | Fachwerk     |              | N/A              | (1841–1897) 1956         | Eisenbahn         | 2                     | New York City, New York   | 40.811138888889 -73.933330555556 | USA  |
|      | Spijkenisserbrug                          | Oude Maas           | ca. 100 + 100           | 32,8         | 45,0             | Fachwerk     |              | ca. 410          | (1903) 1978              | Straße            | 3                     | Spijkenisse, Zuid-Holland | 51.859722222222 4.3408333333333  | NLD  |
|      | Pont Ferroviaire Saint-Laurent            | Sankt-Lorenz-Seeweg | 098,1 098,1             | 25,0         | 39,0             | Fachwerk     |              | ca. 180          | 1959                     | Eisenbahn         | 1                     | Kahnawake, Québec         | 45.411305555556 -73.661916666667 | CAN  |
|      | Botlekbrug                                | Oude Maas           | 92,0 + 92,0             | 31,0         | 45,6             | Fachwerk     |              | 1200             | (1955) 2015              | Eisenbahn, Straße | 2 *+ 4                | Rotterdam, Zuid-Holland   | 51.871666666667 4.3316666666667  | NLD  |
|      | CNJ Newark Bay Bridge (Brücke abgerissen) | Newark Bay          | 91,0 + 64,0 91,0 + 64,0 | 30,5         | 41,1             | Fachwerk     |              | 2259             | (1864, 1901) 1926 (1980) | Eisenbahn         | 2                     | Elizabeth, New Jersey     | 40.654444444444 -74.15           | USA  |
|      | Interstate Bridge                         | Columbia River      | 83,8                    | 42,4         | 54,3             | Fachwerk     |              | 1076             | 1917 1958                | Straße            | 2                     | Portland, Oregon          | 45.606666666667 -122.68083333333 | USA  |
|      | Dock Bridge                               | Passaic River       | 70,1                    | 34,7         | 43,6             | Fachwerk     |              | 0158             | 1935 1937                | Eisenbahn         | 3 2 1                 | Newark, New Jersey        | 40.735833333333 -74.161944444444 | USA  |
|      | LSMS Bridges (Brücke stillgelegt)         | Calumet River       | 63,9                    | 31,2         | 38,1             | Fachwerk     |              | ca. 90 m         | (1890er) 1915 (1969)     | Eisenbahn         | 2                     | Chicago, Illinois         | 41.719444444444 -87.543111111111 | USA  |

### Doppelstockbrücken mit integrierten Hubbrücken
| Foto | Name                              | überbrückt        | Hubbrücke(n) | Hubbrücke(n) | Hubbrücke(n)     | Hubbrücke(n)                                                                           | Gesamtlänge in m | Fertig- stellung         | Ebenennutzung       | Gleise / Fahrstreifen | Ort                             | Koordinaten                      | Land    |
| Foto | Name                              | überbrückt        | Länge in m   | Hubhöhe in m | Lichte Höhe in m | Ausführung (Status)                                                                    | Gesamtlänge in m | Fertig- stellung         | Ebenennutzung       | Gleise / Fahrstreifen | Ort                             | Koordinaten                      | Land    |
| ---- | --------------------------------- | ----------------- | ------------ | ------------ | ---------------- | -------------------------------------------------------------------------------------- | ---------------- | ------------------------ | ------------------- | --------------------- | ------------------------------- | -------------------------------- | ------- |
|      | ASB Bridge                        | Missouri River    | 130,5        | 15,0         | 19,8             | Vollwandträger (nur Gleisebene hebbar, Straßenebene 1987 abgerissen)                   | 0391             | 1911 (1987)              | ( ) —————           | (4) —— 1 ——           | Kansas City, Missouri           | 39.116527777778 -94.57975        | USA     |
|      | Broadway Bridge                   | Harlem River      | 92,7         | 33,8         | 41,5             | Fachwerk                                                                               | 0170             | (1895, 1905) 1962        | —————               | 3 —— 6 ——             | New York City, New York         | 40.873611111111 -73.911111111111 | USA     |
|      | Sarah Mildred Long Bridge         | Piscataqua River  | 91,4         | 36,1         | 41,0             | Hohlkasten (nur eine Ebene für Straße und Gleis)                                       | 0742             | (1940) 2018              | —————               | 2 —— 1 ——             | Portsmouth, New Hampshire       | 43.086638888889 -70.761055555556 | USA     |
|      | Giurgiu-Russe-Freundschaftsbrücke | Donau             | 085,0        | ?            | ?                | Fachwerk (nur Gleisebene hebbar)                                                       | ca. 2800         | 1954                     | —————               | 2 —— 1 ——             | Giurgiu, Kreis Giurgiu          | 43.887611111111 26.007305555556  | ROM RUS |
|      | Krjukiw-Brücke                    | Dnepr             | ca. 80       | ?            | ?                | Fachwerk (nur Gleisebene hebbar)                                                       | 0962             | (1872) 1949              | —————               | 2 —— 1 ——             | Krementschuk, Oblast Poltawa    | 49.052916666667 33.423666666667  | UKR     |
|      | Amurbrücke                        | Dnepr             | ca. 80       | ?            | ?                | Fachwerk (nur Gleisebene hebbar)                                                       | 1395             | (1884) 1955              | —————               | 4 —— 1 ——             | Dnipro, Oblast Dnipropetrowsk   | 48.48675 35.027                  | UKR     |
|      | Meridian Highway Bridge           | Missouri River    | 76,2         | 08,5         | 11,9             | Fachwerk (Hubmechanismus in den 1980er entfernt, seit 2011 Fußgängerbrücke)            | 0918             | 1924 (1980er)            | ( ) ————— ( ) ————— | (2) —— (2) ——         | Yankton, South Dakota           | 42.864611111111 -97.394          | USA     |
|      | Portage Lake Lift Bridge          | Keweenaw Waterway | 76,2         | 29,3         | 31,4             | Fachwerk (gehobene Gleisebene auch für Fahrzeuge nutzbar, Zugverkehr 1982 eingestellt) | 0158             | (1891, 1905) 1959 (1982) | ————— ( ) —————     | 4 —— (1) ——           | Houghton, Michigan              | 47.123777777778 -88.574694444444 | USA     |
|      | Carlton Bridge                    | Kennebec River    | 71,3         | 38,1         | 41,1             | Fachwerk (Straßenebene 2000 stillgelegt)                                               | 0944             | 1927 (2000)              | ( ) —————           | (2) —— 1 ——           | Bath, Maine                     | 43.911305555556 -69.809361111111 | USA     |
|      | Steel Bridge                      | Willamette River  | 64,3         | 41,1         | 49,1             | Fachwerk (Gleisebene zusätzlich separat hebbar)                                        | 0244             | (1888) 1912              | —————               | 4 —— 2 ——             | Portland, Oregon                | 45.527694444444 -122.66769444444 | USA     |
|      | Reichsbahnbrücke                  | Pregel            | ca. 60       | ?            | ?                | Fachwerk                                                                               | ca. 200          | (1926) 1949              | —————               | 2 —— 2 ——             | Kaliningrad, Oblast Kaliningrad | 54.705694444444 20.489694444444  | RUS     |